# ولادیسلاو بوگیچویچ
ولادیسلاو بوگیچویچ (سیریلیک صربی: Владислав Богићевић؛ زادهٔ ۷ نوامبر ۱۹۵۰) بازیکن سابق یوگسلاو و مربی فوتبال اهل صربستان بود.
از باشگاه‌هایی که در آن بازی کرده‌است می‌توان به باشگاه فوتبال ماریبور و باشگاه فوتبال ستاره سرخ بلگراد اشاره کرد.
وی همچنین در تیم ملی فوتبال یوگسلاوی بازی کرده‌است.